# Abris de Fresnedo
Les abris de Fresnedo  sont des  abris rupestres situés près de Fresnado dans la commune de Teverga dans la communauté autonome des Asturies,. 
Ils ont été classés Bien d'intérêt culturel en 1997 (RI-51-0010104).

## Description
Les peintures rupestres ont été découvertes en 1968 par un berger dans les gorges de La Estrechura, sur le versant ouest de la Sierra de Sobia. 
L'ensemble des abris de Fresnedo est composé de : l'abri Ganado, la grotte Ganado, l'abri Paso, l'abri Cochantoria et l'abri Trechacueva  qui comprennent plus de 50 de Art schématique ibérique.
L'art rupestre qu'ils abritent est constitué de peintures réalisées de manière schématique appartenant à l'âge du bronze. Les peintures représentent des animaux caprinés, les personnages anthropomorphes avec des bras dans des cruches. Dans l'abri du Ganado apparaissent des personnages anthropomorphes habillées.
Un sentir de randonnée mène aux abris qui sont protégés par des grillages.
.